# Torymus loranthi
Torymus loranthi är en stekelart som först beskrevs av Cameron 1913.  Torymus loranthi ingår i släktet Torymus och familjen gallglanssteklar. Inga underarter finns listade i Catalogue of Life.